# Дягилев, Дмитрий Васильевич
Дми́трий Васи́льевич Дя́гилев (8 [19] августа 1773, Каменский завод, Пермская губерния — 10 [22] марта 1823, Пермь) — пермский губернский казначей, родоначальник пермской ветви рода Дягилевых и прадед Сергея Павловича Дягилева.

## Биография
Родился в 1773 году в Каменском заводе Пермской губернии, где служил управляющим его отец, Василий Павлович Дягилев (1737—1802), умер в чине титулярного советника. Мать — Татьяна Степановна Нагаева, дочь соликамского купца. Учился в Екатеринбургском училище. В 1787 году начал военную службу в качестве кадета Сибирского драгунского полка в Омской крепости, в 1792 году был прапорщиком Семёновского полка в Санкт-Петербурге.
В 1793 году вышел в отставку и вернулся в Пермь. При этом, в 1787—1791 года опубликовал в журнале «Иртыш, превращающийся в Иппокрену» ряд поэтических произведений: басни, эпиграммы, стихотворную сказку. С 1794 года служил стряпчим в Пермском городском магистрате. 5(16) мая 1797 года назначен казначеем Пермского уездного казначейства, а в 1799 году — губернским казначеем. Получил последовательно чины титулярного советника, коллежского асессора и 6(18) июня 1813 года вышел в отставку в чине надворного советника.
Занимался рисованием, писал иконы и картины; музыкой и благотворительностью: финансировал госпиталь для малоимущих. В 1806 году завершил начатое отцом дело о восстановлении потомственного дворянства Дягилевых, после чего их род был внесен в 3 часть дворянской родословной книги Московской губернии. Умер 10 февраля 1823 года в возрасте 49 лет от чахотки. Похоронен вместе с женой на Архиерейском кладбище.

## Семья
Жена (с 2 сентября 1800 года) — Мария Ивановна Жмаева (1780—1814), младшая дочь купца и городского головы Ивана Романовича Жмаева. Венчались в Петропавловский соборе в Перми. Благодаря этому браку Дягилев значительно увеличил свое состояние. У них был восемь детей, из них:
- Иван (19.06.1802[7]—1816), крестник своего деда Ивана Жмаева.
- Татьяна (1806—1847), замужем (с 28.09.1823)[8] за титулярным советником П. Г. Сведомским, их внуки художники — Александр и Павел Сведомские.
- Павел (1807—1883), пермский фабрикант, общественный деятель.
- Вячеслав (1810—1826)
- Елизавета (1811—1889), замужем за П. П. Протейкинским, бессарабским вице-губернатором.